# Atoll 66
Atoll 66 is de Nederlandstalige titel van het 20ste stripverhaal van Natasja. De reeks wordt getekend door striptekenaar François Walthéry.

## Verhaal
Op een avond ergens in een imposante kasteel van de Brusselse graaf De Froidbermont. De majordomus vraagt aan Natasja of ze een pakje mee wil meenemen voor zijn zoon die op het eiland 'Tiha-Tiha' woont en werkt. Hij weet dat Natasja er straks met het vliegtuig een tussenlanding maakt. Meteen na de landing op het exotisch eiland wordt Natasja ontvoerd door twee boeven. Zij willen het pakje stelen dat Natasja bij zich zou moeten hebben. Doch heeft Natasja het mysterieuze pakje in het vliegtuig laten liggen. Uiteindelijk wacht er een onmogelijke opdracht voor Walter. Hij moet Natasja uit de klauwen van de drugsbende redden.

## Achtergronden bij het verhaal
- In de strip is er ook een karikatuur van Ron Wood en Keith Richards te zien.
- Ook Guust Flater krijgt in de strip een glansrol.